# دوري قرغيزستان لكرة القدم 2001
دوري قيرغيزستان لكرة القدم 2001 هو الموسم 10 من دوري قيرغيزستان لكرة القدم. كان عدد الأندية المشاركة فيه 9، وفاز فيه FC Alga Bishkek ‏.